# Craniophora sundevalli
Craniophora sundevalli är en fjärilsart som beskrevs av Lampa 1885. Craniophora sundevalli ingår i släktet Craniophora och familjen nattflyn. Inga underarter finns listade i Catalogue of Life.